# Euchromia burmana
Euchromia burmana là một loài bướm đêm thuộc phân họ Arctiinae, họ Erebidae.